# Paeonia altaica
Paeonia altaica är en pionväxtart som beskrevs av K.M. Dai och T.H. Ying. Paeonia altaica ingår i släktet pioner, och familjen pionväxter. Inga underarter finns listade i Catalogue of Life.